# Strongylosoma alampes
Strongylosoma alampes är en mångfotingart som beskrevs av Carl Graf Attems 1898. Strongylosoma alampes ingår i släktet Strongylosoma och familjen orangeridubbelfotingar. Inga underarter finns listade i Catalogue of Life.